# Архангельське (Хохольський район)
Архангельське (рос. Архангельское) — село в Росії, Хохольському районі Воронезької області. Адміністративний центр Архангельського сільського поселення.
Населення складає 509 осіб (за переписом 2010 року, 840 мешканців 2000 року).
Розташоване на правому березі Дону в історичній області Слобожанщина.

## Історія
За даними 1859 року у казенному селі Коротояцького повіту Воронізької губернії мешкало 1882 особи (886 чоловічої статі та 996 — жіночої), налічувалось 262 дворових господарства, існувала православна церква.
Станом на 1886 рік у колишньому державному селі Борщевської волості мешкало 2228 осіб, налічувалось 360 дворових господарств, існували православна церква й 3 лавки.
За переписом 1897 року кількість мешканців зросла до 2655 осіб (1306 чоловічої статі та 1349 — жіночої), з яких всі — православної віри.